# كونور سميث (لاعب كرة قدم)
كونور سميث (بالإنجليزية: Connor Smith)‏ (18 فبراير 1993 في جمهورية أيرلندا - ) هو لاعب كرة قدم أيرلندي في مركز الوسط. شارك مع منتخب جمهورية أيرلندا تحت 17 سنة لكرة القدم ومنتخب جمهورية أيرلندا تحت 20 سنة لكرة القدم ومنتخب جمهورية أيرلندا تحت 21 سنة لكرة القدم. أما مع النوادي، فقد لعب مع ستيفيناغ بوروه ونادي غيلينغهام ونادي واتفورد وإيه أف سي ويمبلدون ونادي ويلدستون لكرة القدم.

## وصلات خارجية
- كونور سميث على موقع الاتحاد الأوربي (الإنجليزية)
- كونور سميث على موقع قاعدة بيانات كرة القدم.إي يو (الإنجليزية)
- كونور سميث على موقع Soccerbase.com (لاعب) (الإنجليزية)
- كونور سميث على موقع Soccerway.com (الإنجليزية)
- كونور سميث على موقع AS.com (الإسبانية)